# 152 mm M1931 (NM)
Il mortaio da 152 mm M1931 (NM) (in russo: 152-мм мортира образца 1931 года (НМ) era un obice sovietico, originariamente sviluppato dalla tedesca Rheinmetall. Il pezzo fu prodotto in pochi esemplari in Unione Sovietica e fu impiegato dall'Armata Rossa durante la seconda guerra mondiale. Una versione modificata del progetto Rheinmetall venne adottato dalla Germania nazista come 15 cm sIG 33.

## Storia

### Sviluppo e produzione

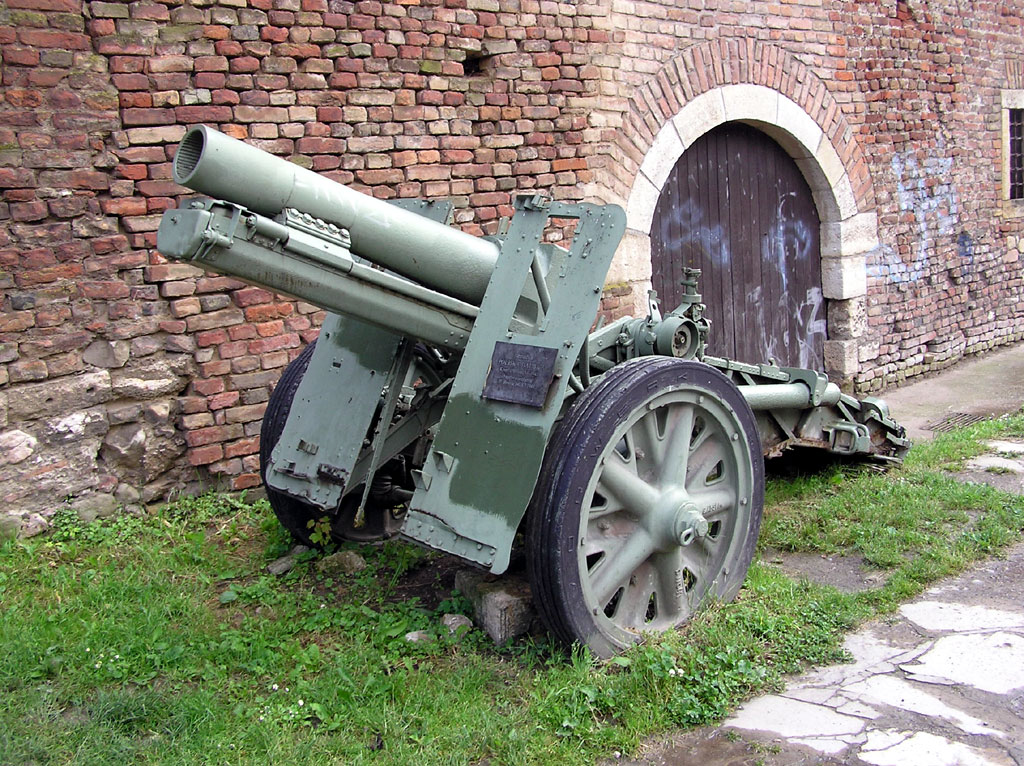
Per comparazione: 15 cm sIG 33.

Il primo obice divisionale da 152 mm per l'Armata Rossa venne sviluppato dalle Officine Kirov nel 1930. Il pezzo pesava circa 1.500 kg. Esso montava l'otturatore ed altri elementi del 152 mm M1909 da fortezza. Non è chiaro se il pezzo venne mai completato.
A partire dagli anni venti, l'URSS si rivolse all'assistenza estera per modernizzare le proprie artiglierie. La Germania poteva e voleva offrire la sua assistenza: la collaborazione con i russi consentiva alla Germania, vincolata dal trattato di Versailles, l'opportunità di procedere allo sviluppo di armi. Nel 1929 l'industria bellica Rheinmetall creò una società di comodo, la "Butast", per collaborare con i russi. In accordo con le decisioni del Sovnarkom dell'8 agosto 1930, il 28 agosto successivo a Berlino venne firmato un accordo segreto nel quale i tedeschi si impegnavano ad aiutare i sovietici nella produzione di 6 pezzi d'artiglieria: 
- un cannone anticarro da 37 mm
- un cannone contraereo da 76 mm
- un mortaio da 152 mm
- un obice da 152 mm
- un cannone automatico antiaereo da 20 mm
- un cannone automatico antiaereo da 37 mm

Il tutto al prezzo di 1,125 milioni di USD. Rheinmetall fornì degli esemplari di pre-produzione, la documentazione e le componenti dalle quali i sovietici poterono assemblare alcuni esemplari di ogni tipo.
Tra gli altri pezzi, Rheinmetall fornì ai russi 8 obici da 152 mm. I pezzi furono provati a fuoco in giugno 1931 e vennero testati dall'esercito in agosto 1932. L'arma venne adottata come 152 mm M1931, indicata nei documenti contemporanei come N o NM.
L'arma fu prodotta dal 1932 al 1935 nell'Impianto N. 172. La produzione rimase costantemente indietro rispetto alla tabella di marcia. Nel 1932 erano stati completati solo 5 pezzi; 50 nel 1933, 59 nel 1934 e 15 nel 1935. Durante il periodo di produzione l'obice venne ripetutamente modificato; per esempio, la canna venne allungata di 65 mm.
Nel 1937 venne sviluppata una variante modernizzata, designata ML-21, testata dalla fabbrica il 27 marzo 1937 e dall'esercito nel 1938. Le prove evidenziarono alcuni difetti minori. Questa versione non venne adottata.
Nel frattempo, in Germania una variante del modello originale Rheinmetall venne adottata come 15 cm sIG 33.

### Impiego operativo
Il NM venne impiegato dall'artiglieria divisionale, che dal 1935 al giugno 1941 incluse un battaglione di obici da 152 mm. Al 1 novembre 1936 l'Armata Rossa schierava 104 pezzi, inclusi 3 da addestramento ed 1 non operativo. A giugno 1941 solo 51 obici rimanevano in servizioref>Обеспеченность Красной Армии артиллерийскими орудиями на 22 июня 1941 г  e, secondo lo storico M. Svirin, tutti posti in riserva di mobilitazione. Alcuni pezzi entrarono in azione nelle prime fasi della guerra tedesco-sovietica. Nel 1942 vennero emesse nuove tavole di tiro per il pezzo.

## Tecnica
L'obice aveva canna monoblocco con otturatore a cuneo orizzontale. Il sistema di rinculo consisteva di un freno di sparo idraulico e di un recuperatore idropneumatico, entrambi montati nella culla. La corsa di rinculo era fissa. L'affusto scudato era a coda unica, con equilibratore, sospensioni e vomeri. Le ruote metalliche avevano semipneumatici rimovibili.
Nonostante alcuni pregi, come la versatilità ed il peso estremamente contenuto, la produzione venne cancellata dopo un piccolo numero di pezzi prodotti. In accordo con M. Svirin, la complessità del progetto fu ne fu il motivo principale. Per esempio, le officine di artiglieria sovietiche ebbero maggiori problemi con la produzione di otturatori a cuneo. Inoltre il NM mal si adattava alla dottrina dell'artiglieria sovietica, soprattutto per la gittata troppo limitata per un pezzo divisionale. Il similare progetto tedesco, il 15 cm sIG 33, veniva infatti impiegato come pezzo reggimentale, anche se si rivelò troppo pesante in questo ruolo. Nell'Armata Rossa, il ruolo di artiglieria reggimentale pesante venne invece occupato dal mortaio pesante da 120-HM 38, un pezzo economico, leggero e con maggiore gittata, ma allo stesso tempo meno potente, preciso e versatile. Infine, la necessità di un'arma divisionale più potente del M1931 emerse chiara e nel 1943 l'Armata Rossa adottò l'obice pesante 152 mm M1943, simile al NM in termini di peso, gittata e peso di proietti.

## Varianti
- variante originale fornita dalla Germania: 8 pezzi.
- variante sovietica di serie: 129 pezzi.
- variante M-21: 3 pezzi.

## Semoventi d'artiglieria
Il NM venne installato in via sperimentale sul telaio del carro armato leggero T-26. Il semovente d'artiglieria risultante, denominato SU-5-3, superò con successo le prove tecniche nel 1934 e prese parte alla parata in Piazza Rossa. Tuttavia, nel 1935, il progetto venne cancellato, poiché lo scafo del T-26 era considerato troppo debole per un pezzo da 152 mm. Il destino del prototipo è sconosciuto: secondo informazioni non confermate esso venne ricostruito come SU-5-2, armato con un obice da 122 mm M1910/30.

## Munizionamento
L'obice usava munizionamento separato. Il bossolo poteva contenere 5 differenti cariche propellenti. In aggiunta ad una vecchia granata HE, vennero sviluppate due nuove munizioni HE a frammentazione. 
| Munizionamento disponibile                  |                     |          |                           |                           |            |
| Tipo                                        | Modello             | Peso, kg | Peso carica esplosiva, kg | Velocità alla volata, m/s | Gittata, m |
| Proietti ad alto esplosivo e frammentazione |                     |          |                           |                           |            |
| HE-Frammentazione                           | draft 4139          | 38,33    | 7,612                     |                           |            |
| HE-Frammentazione                           | draft 3905 / OF-521 | 38,21    | 7,69                      | 250                       | 5.285      |
| HE, old                                     | F-533               | 40,95    | 7,06                      | 241                       | 5.041      |
| Proietti a caricamento chimico              |                     |          |                           |                           |            |
| Frammentazione-chimica                      | OH-521              |          |                           |                           |            |
| Chimica                                     | H-521               |          |                           |                           |            |